# آدولفو آلسینا
آدولفو آلسینا (زاده ۴ ژانویه ۱۸۲۹، بوینس آیرس – درگذشته ۲۹ دسامبر، ۱۸۷۷) حقوقدان و سیاستمدار، بنیان‌گذار حزب اتونومیستی، فرماندار استان بوئنوس آیرس بین سالهای ۱۸۶۶ تا ۱۸۶۸، معاون رئیس‌جمهور آرژانتین در دوران دومینگو فاوستینو سارمینتو، عضو مؤسس حزب ملی خودمختار و وزیر جنگ و نیروی دریایی آرژانتین در دوران ریاست جمهوری نیکلاس آولاندا است. در اولواریا، مؤسسه عالی تربیت معلم شماره ۲۲، به نام آدولفو آلسینا نامگذاری شده‌است.

## زندگی‌نامه
آلسینا پسر والنتین آلسینا، سیاستمدار وحدت‌گرا و آنتونیا مازا (دختر مانوئل ویسنته مازا) در بوینس آیرس به دنیا آمد. زمانی که خوان مانوئل ده روساس در سال ۱۸۳۵ برای دومین بار فرماندار استان بوئنوس آیرس شد، او به مونته ویدئو، اروگوئه، نقل مکان کرد. آلسینا در کشور همسایه در رشته حقوق به تحصیل پرداخت. پس از نبرد کازروس در سال ۱۸۵۲، خانواده او به آرژانتین بازگشتند و پدرش توسط رئیس‌جمهور ویسنته لوپز ای پلنز به عنوان وزیر منصوب شد.
آدولفو پس از اتمام تحصیلاتش در دانشکده حقوق و آنگاه که جنگ داخلی درگرفته بود به ارتش یونیتار پیوست. بعد از نبرد پاوئن و پیمان اتحادیه ملی، او یکی از اعضای کمیسیونی شد که مسئول اصلاح قانون اساسی ۱۸۶۰ بود. او نهایتاً در سال ۱۸۶۲ به نمایندگی مجلس آرژانتین انتخاب شد. بعداً در زمانی که بارتولومه میتره، بحث فدرالی کردن کشوررا پیش می‌برد، آلسینا در مجلس نمایندگان انشعاب ایجاد کرد و حزب یونیتاریو را تأسیس کرد.

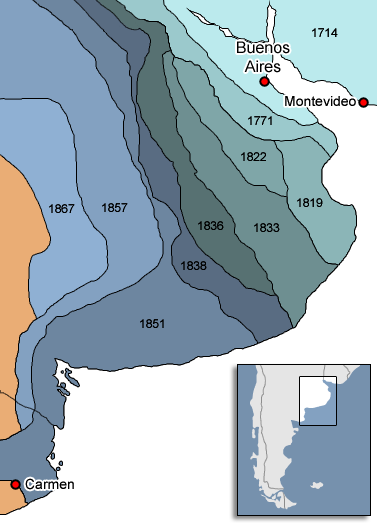
مرز به خندق آلسینا.

در سال ۱۸۶۶ آلسینا فرماندار استان بوئنوس آیرس شد. او به دنبال نامزدی خود برای ریاست جمهوری بود، اما زمانی که دریافت از حمایت اکثریت استان‌ها برخوردار نیست، از آن صرف‌نظر کرد. دومینگو فوستینو سارمینتو به عنوان رئیس‌جمهور انتخاب شد و آلسینا را به عنوان معاون خود برگزید.
در سال ۱۸۶۷ با متئو لوکه و نیکاسیو اورونیو، فرمانداران کوردوبا و سانتافه ارتباط برقرار کرد و نامزدی خود را برای ریاست جمهوری اعلام کرد. رئیس‌جمهور میتر نامه‌ای از تویو کوئه را نوشت و وصیت‌نامه سیاسی خود را خطاب به خوزه ماریا گوتیرز نوشت و در آنجا نامزدی آلسینا و اورکیزا، نامزد حزب فدرال را رد صلاحیت کرد. او پس از سرنگونی دو متحد خود و با توجه به اینکه در سایر نقاط کشور از حمایت کمی برخوردار بود، نامزدی خود را پس گرفت و با دومینگو فاوستینو سارمینتو اتحاد برقرار کرد و فرمول ریاست جمهوری و معاونت ریاست جمهوری را ادغام کرد. در انتخابات ۱۸۶۸ پیروز شد. بخش خوبی از آرای سارمینتو در عمل توسط حامیان آلسینا به دست آمد.